# ملعب الهوكي في الحديقة الأوليمبية

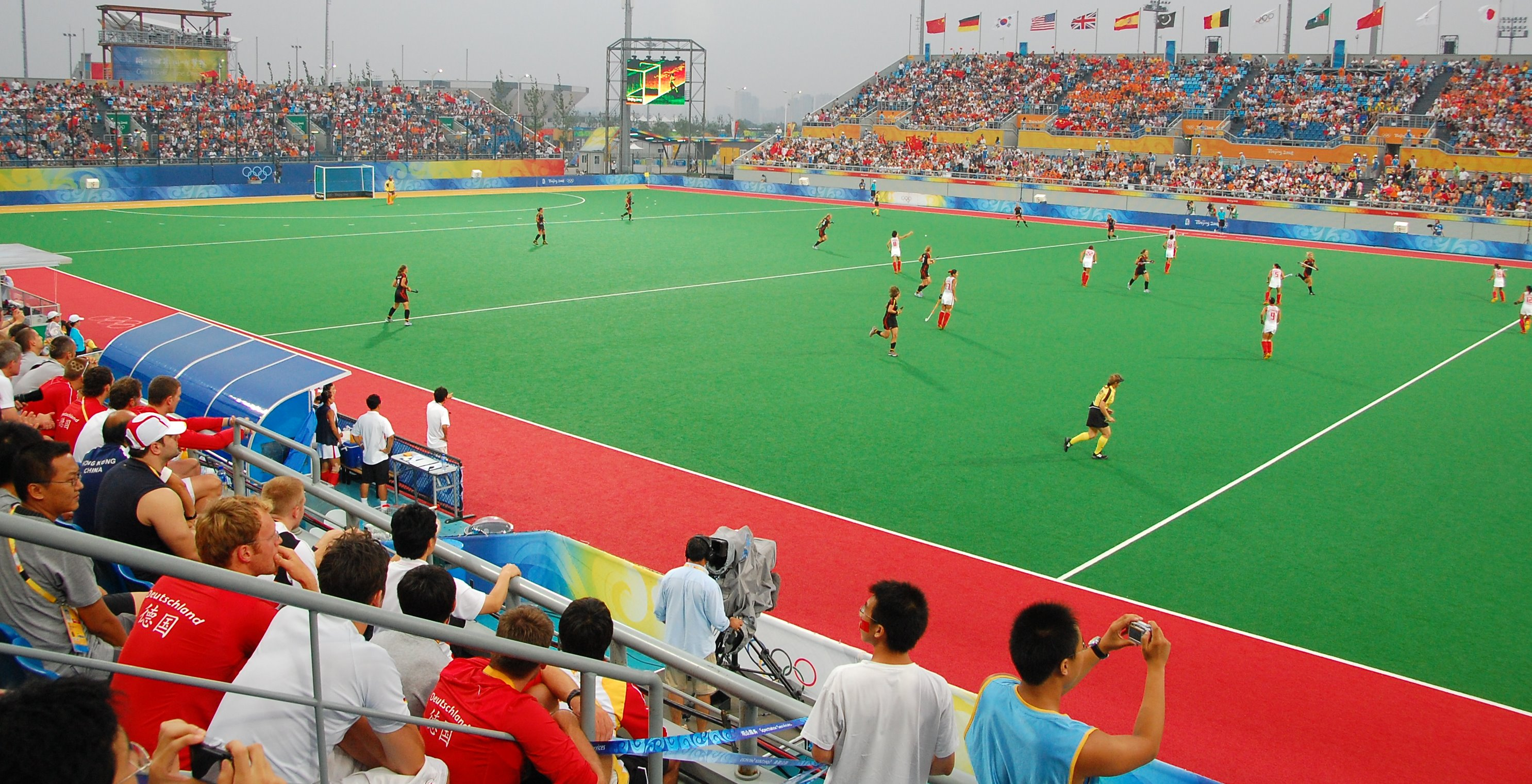
الملعب أثناء منافسات الألعاب الأولمبية الصيفية 2008.

ملعب كرة الهوكي في بكين داخل الحديقة الأولمبية أنشأ خصيصا لأجل أولمبياد بكين 2008 وتقام فيه لعبة الهوكي وتبلغ مساحته الإجمالية 15539 مترًا مربعًا ويحتوي 17000 مقعد, بدأ الإنشاء فيه ديسمبر 2005 وانتهت الأعمال في أغسطس 2007.